# Laguna Salada (Baja California)

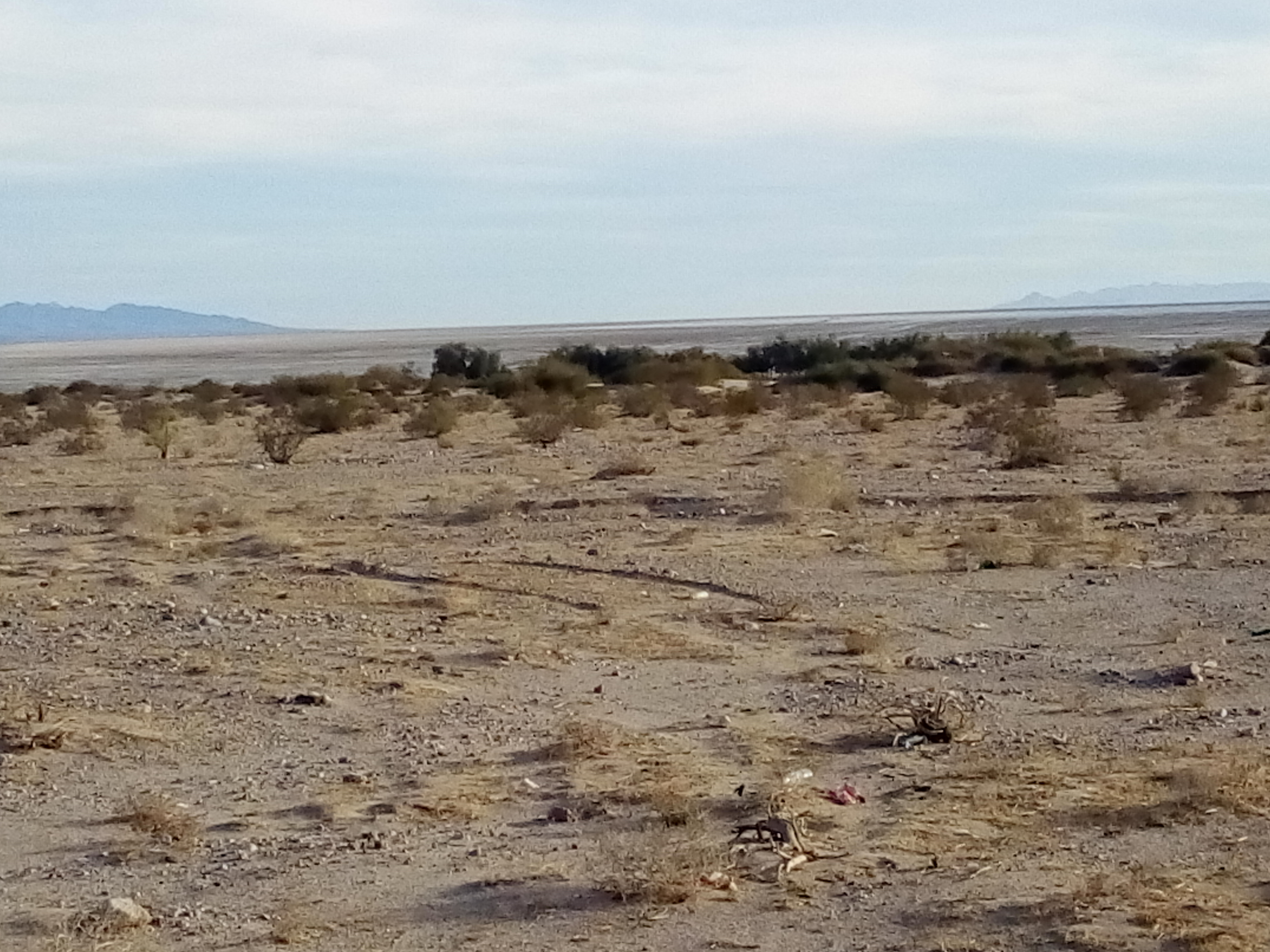
Laguna Salada. Vista al sur, desde la entrada norte

La Laguna Salada es una depresión arenosa que comienza en la inmediación suroeste del cerro El Centinela y se extiende hacia el sur por entre la sierra Cucapá y la sierra de Juárez, dentro del municipio de Mexicali, Baja California, México. En la actualidad esta región es la zona más baja de todo el país con una altitud de 12 metros bajo el nivel medio del mar. La laguna salada de hoy, es lo que fue denominado Laguna Macuata con anterioridad. Forman parte de la depresión que continúa hasta el norte y llegar a lo que era Lago Cahuila, y hoy es el Mar de Salton. Entre una depresión y otra, se encuentra localizada la zona arqueológica Macahui.
La laguna salada forma parte del sistema del Delta del Río Colorado e históricamente ha sido receptáculo de los excedente de sus aguas, así como también de mareas inusitadamente altas del Mar de Cortés, esto último, hasta antes de construirse la carretera federal 5 que va de Mexicali a San Felipe.
Una de las últimas ocasiones en que la Laguna Salada tuvo agua fue entre finales de los años 1970 y mediados de los años 1980. La extensión de las aguas durante aquellos años fue variable; en algún momento llegó a tener 60 km de largo por 17 km de ancho y de entre 20 cm hasta 4 metros de profundidad, tal volumen dio pie a actividades pesqueras y turísticas. Desde finales de los ochenta a la fecha, el vaso de la laguna se encuentra predominantemente seco, a excepción de un corto periodo entre 1997 y 1999. La Laguna Salada, laguna de pausada intermitencia, es a inicios del siglo XXI, un páramo desértico que en verano representa una de las zonas más peligrosas de México por sus altas temperaturas, sin embargo, el resto del año se convierte en un atractivo turístico natural.

## Clima
La Laguna Salada tiene un clima seco desértico, y al ser una zona debajo del nivel del mar, las temperaturas pueden llegar a superar los 50 °C. En el verano, las temperaturas máximas son de aproximadamente 43 °C y en el invierno se acercan a los 20 °C. Mientras que las temperaturas mínimas oscilan entre los 25 °C en verano hasta los 4 °C en invierno.
La Laguna Salada recibe una precipitación anual promedio de 67.6 milímetros.
| Parámetros climáticos promedio de Laguna Salada, Baja California (1974-1990)     | Parámetros climáticos promedio de Laguna Salada, Baja California (1974-1990) | Parámetros climáticos promedio de Laguna Salada, Baja California (1974-1990) | Parámetros climáticos promedio de Laguna Salada, Baja California (1974-1990) | Parámetros climáticos promedio de Laguna Salada, Baja California (1974-1990) | Parámetros climáticos promedio de Laguna Salada, Baja California (1974-1990) | Parámetros climáticos promedio de Laguna Salada, Baja California (1974-1990) | Parámetros climáticos promedio de Laguna Salada, Baja California (1974-1990) | Parámetros climáticos promedio de Laguna Salada, Baja California (1974-1990) | Parámetros climáticos promedio de Laguna Salada, Baja California (1974-1990) | Parámetros climáticos promedio de Laguna Salada, Baja California (1974-1990) | Parámetros climáticos promedio de Laguna Salada, Baja California (1974-1990) | Parámetros climáticos promedio de Laguna Salada, Baja California (1974-1990) | Parámetros climáticos promedio de Laguna Salada, Baja California (1974-1990) |
| Mes                                                                              | Ene.                                                                         | Feb.                                                                         | Mar.                                                                         | Abr.                                                                         | May.                                                                         | Jun.                                                                         | Jul.                                                                         | Ago.                                                                         | Sep.                                                                         | Oct.                                                                         | Nov.                                                                         | Dic.                                                                         | Anual                                                                        |
| -------------------------------------------------------------------------------- | ---------------------------------------------------------------------------- | ---------------------------------------------------------------------------- | ---------------------------------------------------------------------------- | ---------------------------------------------------------------------------- | ---------------------------------------------------------------------------- | ---------------------------------------------------------------------------- | ---------------------------------------------------------------------------- | ---------------------------------------------------------------------------- | ---------------------------------------------------------------------------- | ---------------------------------------------------------------------------- | ---------------------------------------------------------------------------- | ---------------------------------------------------------------------------- | ---------------------------------------------------------------------------- |
| Temp. máx. abs. (°C)                                                             | 29.0                                                                         | 35.0                                                                         | 39.0                                                                         | 42.0                                                                         | 46.0                                                                         | 49.0                                                                         | 50.0                                                                         | 48.0                                                                         | 48.0                                                                         | 48.0                                                                         | 35.0                                                                         | 43.0                                                                         | 50.0                                                                         |
| Temp. máx. media (°C)                                                            | 20.9                                                                         | 23.1                                                                         | 25.8                                                                         | 30.3                                                                         | 34.4                                                                         | 40.8                                                                         | 43.4                                                                         | 43.0                                                                         | 37.7                                                                         | 32.4                                                                         | 25.5                                                                         | 20.8                                                                         | 31.5                                                                         |
| Temp. media (°C)                                                                 | 12.8                                                                         | 15.1                                                                         | 16.9                                                                         | 20.0                                                                         | 23.9                                                                         | 30.2                                                                         | 34.3                                                                         | 33.9                                                                         | 29.4                                                                         | 23.5                                                                         | 17.1                                                                         | 12.6                                                                         | 22.5                                                                         |
| Temp. mín. media (°C)                                                            | 4.8                                                                          | 7.1                                                                          | 8.1                                                                          | 9.6                                                                          | 13.3                                                                         | 19.6                                                                         | 25.1                                                                         | 24.7                                                                         | 21.0                                                                         | 14.7                                                                         | 8.7                                                                          | 4.4                                                                          | 13.4                                                                         |
| Temp. mín. abs. (°C)                                                             | -8.0                                                                         | -3.0                                                                         | 0.0                                                                          | 2.0                                                                          | 3.0                                                                          | 10.0                                                                         | 12.0                                                                         | 11.0                                                                         | 9.0                                                                          | 2.0                                                                          | -2.0                                                                         | -7.0                                                                         | -8.0                                                                         |
| Precipitación total (mm)                                                         | 7.4                                                                          | 7.2                                                                          | 1.3                                                                          | 1.4                                                                          | 0.6                                                                          | 0.0                                                                          | 3.8                                                                          | 11.0                                                                         | 11.8                                                                         | 5.4                                                                          | 2.1                                                                          | 15.6                                                                         | 67.6                                                                         |
| Días de precipitaciones (≥ 0.1 mm)                                               | 1.0                                                                          | 0.7                                                                          | 0.3                                                                          | 0.3                                                                          | 0.2                                                                          | 0.0                                                                          | 0.4                                                                          | 1.0                                                                          | 0.9                                                                          | 0.4                                                                          | 0.5                                                                          | 1.2                                                                          | 6.9                                                                          |
| Fuente: Servicio Meteorológico Nacional. Actualizado el 18 de diciembre de 2016. |                                                                              |                                                                              |                                                                              |                                                                              |                                                                              |                                                                              |                                                                              |                                                                              |                                                                              |                                                                              |                                                                              |                                                                              |                                                                              |

## La Laguna Salada como escenario de eventos culturales
La Laguna Salada ha sido, en varias ocasiones, escenario de eventos culturales de índoles diversas, en especial a partir del inicio del siglo XXI, por citar los más destacados: fue marco de un evento denominado: Pavarotti sin fronteras. Dicho evento se realizó el 18 de octubre de 2003, como parte de las celebraciones del centenario de la ciudad de Mexicali. Al evento asistieron alrededor de 40 000 personas con boleto pagado y alguna fuente afirma que el número superó los 50 000 espectadores. El antes citado evento, fue parte de una de las últimas giras del tenor italiano Luciano Pavarotti.
La película: Resident Evil: extinción, usó la Laguna Salada como locación fílmica de alguna de sus escenas, durante el mes de mayo del 2006 y uno de los episodios del programa: Curiosity, de Discovery Channel, empleó el vaso seco de la laguna para experimentar y filmar la caída de un avión Boeing 727, este fue el segundo experimento de su tipo realizado en el mundo y fue realizado el 27 de abril de 2012, para proyectarse en televisión el 7 de octubre de ese mismo año en los Estados Unidos.
El 1 de agosto de 2012 tuvo lugar el primer lanzamiento en el estado de Baja California de un cohete,  fabricado por alumnos de la carrera de ingeniería aeroespacial del centro de ingeniería y tecnología de la UABC. El artefacto bautizado como “Cimarrón I” alcanzó una altitud de más de tres mil metros y en el proyecto participaron asesores de la NASA y de la SJSU.
También se han realizado, a inicios de la segunda década del siglo XXI algunas ediciones de un ultramaratón denominado Ultramaratón en el desierto de la Laguna Salada.  Y finalmente la realización de variados eventos entre los que se encuentran: observaciones astronómicas colectivas por parte de aficionados, carreras fuera de camino,  y exhibiciones de aeromodelismo entre otras.